# Antilly (Oise)
Antilly ist eine französische Gemeinde mit 271 Einwohnern (Stand: 1. Januar 2022) im Département Oise in der Region Hauts-de-France (vor 2016: Picardie); sie gehört zum Arrondissement Senlis und zum Kanton Nanteuil-le-Haudouin.

## Geographie
Antilly liegt etwa 38 Kilometer ostsüdöstlich von Senlis. An der südlichen Gemeindegrenze verläuft das Flüsschen Grivette. Umgeben wird Antilly von den Nachbargemeinden Cuvergnon im Norden, Thury-en-Valois im Osten, Boullarre im Südosten, Étavigny im Süden, Betz im Westen sowie Bargny im Nordwesten.

## Bevölkerungsentwicklung
| Jahr                      | 1962 | 1968 | 1975 | 1982 | 1990 | 1999 | 2006 | 2013 |
| Einwohner                 | 161  | 190  | 233  | 241  | 271  | 313  | 341  | 302  |
| Quelle: Cassini und INSEE |      |      |      |      |      |      |      |      |

## Sehenswürdigkeiten
- Kirche Saint-Maurice-Saint-Léonard aus dem 16. Jahrhundert

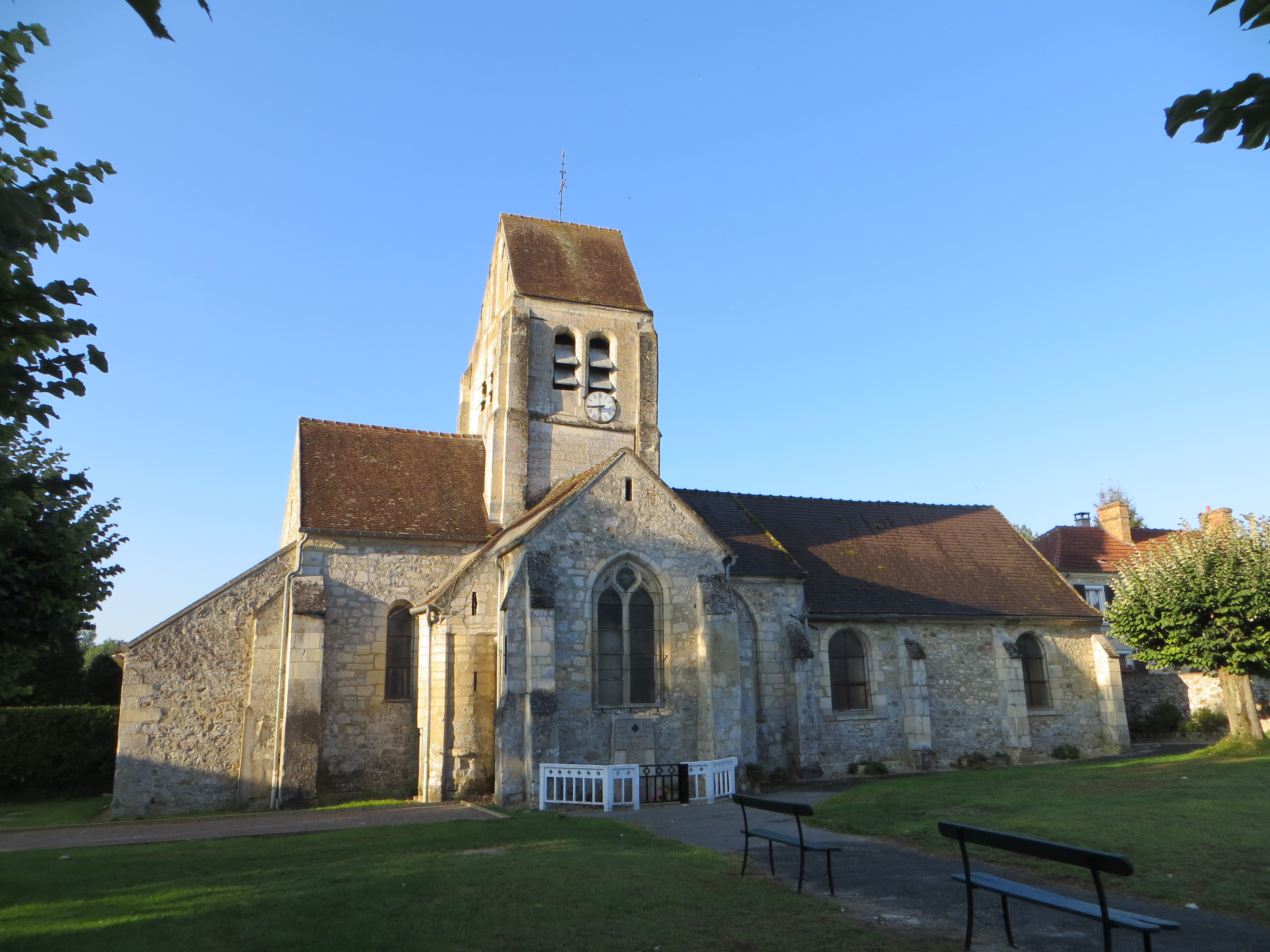
Kirche Saint-Maurice-Saint-Léonard